# Lewy sercowy
Lewy sercowy – amerykański film fabularny z 2002 roku w reżyserii Paula Thomasa Andersona.

## Fabuła
Barry to początkujący przedsiębiorca, który bezskutecznie szuka drugiej połówki. Kiedy spotyka żywiołową Lenę, wydaje się, właśnie z nią spędzi resztę życia. Sytuacja zaczyna się jednak komplikować.

## Obsada
- Adam Sandler jako Barry Egan
- Emily Watson jako Lena Leonard
- Philip Seymour Hoffman jako Dean Trumbell
- Mary Lynn Rajskub jako Elizabeth
- Lisa Spector jako Susan
- Luis Guzmán jako Lance
- Ernesto Quintero jako Ernesto

## Produkcja
Zdjęcia realizowano w Claremont, Los Angeles oraz Honolulu (na Hawajach).

## Krytyka w mediach
Film spotkał się z pozytywną reakcją krytyków. W agregatorze recenzji Rotten Tomatoes 79% z 194 recenzji jest pozytywne, a średnia ocen wystawionych na ich podstawie wyniosła 7,43. Z kolei w agregatorze Metacritic średnia ważona ocen z 37 recenzji wyniosła 78 punktów na 100.

## Nagrody i nominacje
Złote Globy 2003

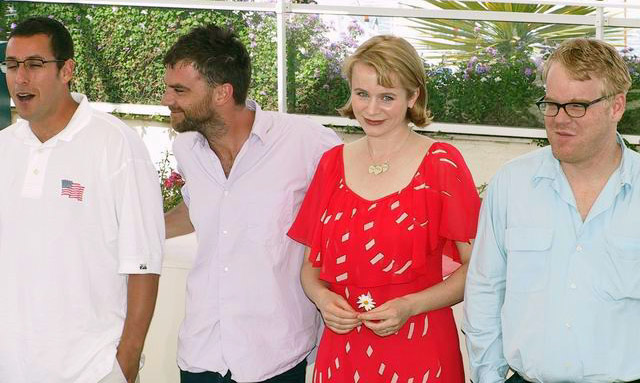
Sandler, Anderson, Watson i Hoffman (Cannes 2002)

- nominacja w kategorii Najlepszy aktor w komedii lub musicalu dla Adama Sandlera

Cannes 2002
- wygrana w kategorii Najlepszy reżyser - Złota Palma dla Paula Thomasa Andersona
- nominacja w kategorii Najlepszy film

Amerykańskie Stowarzyszenie Montażystów (2003)
- nominacja do nagrody Eddie w kategorii Najlepszy montaż komedii lub musicalu

Nagroda MTV (2003)
- nominacja do Złotego Popcornu w kategorii Najlepszy pocałunek dla Adama Sandlera i Emilii Watson

Satelity (2003)
Nominacje do Złotej Satelity w kategoriach:
- Najlepsza komedia lub musical
- Najlepszy aktor w komedii lub musicalu dla Adama Sandlera
- Najlepszy aktor drugoplanowy w komedii lub musicalu dla Philippa Seymoura Hoffmana